# アイ・ラヴ・ロックンロール
「アイ・ラヴ・ロックンロール」（I Love Rock 'n' Roll）は、アローズのアラン・メリルによって1975年に書かれたロック曲で、彼がレコーディングしたものが最初のバージョンである。この楽曲は後の1982年に、ジョーン・ジェット&ザ・ブラックハーツのカヴァーによって有名になった。メリルは晩年まで故郷のニューヨーク市でこの曲を頻繁にライブ演奏していた。
日本においても、松岡英明（1989年）、L'Arc〜en〜Ciel（2010年）、Superfly（2015年）など、様々なアーティストによってカバーされている。L'Arc～en～Cielのカバーした同曲はペプシコーラ(pepsi NEX)のCMソングとしても採用された。
※作者のクレジットは、アローズのギタリストであるジェイク・フッカーとの共作になっているが、実はアランの単独作であり、金銭に関わる問題解決のためにジェイクに名義を与えたという。つまり、アランはジェイクに借金があり、その返済の代わりとして印税収入を受け取る権利を与えたということである。ちなみに、ジェイクとアランは1960年代末には既に知り合っており友人関係・バンドメイトであった。

## アローズのオリジナル版
この歌はもともとアローズによって1975年にRak Recordsでレコーディングおよびリリースされたもので、メリルがリードボーカルとベースを担当し、ミッキー・モストがプロデュースをしている。メリルは作詞および作曲を手掛けた。Songfactsとのインタビューの中でメリルが言うには、この曲は「ローリング・ストーンズの「イッツ・オンリー・ロックン・ロール」に対する反射的な応答」として書いたものである。最初はB面としてリリースされたが、すぐに再レコーディングが行われて、その後のレコードプレスではA面へと移された。1975年にアローズはミューリエル・ヤングが制作した番組『45』でこの曲を演奏し、その後ヤングは英国のテレビシリーズで毎週の冠番組『Arrows』をアローズに持ち掛け、1976年3月からITVで放送された。

## ジョーン・ジェット版
ジョーン・ジェットは1976年、ザ・ランナウェイズと一緒に英国ツアーをしている間に、英国テレビ番組『Arrows』でアローズが「アイ・ラヴ・ロックンロール」を演奏しているのを見た。彼女は1979年にセックス・ピストルズの2人、スティーヴ・ジョーンズとポール・クックと一緒にその曲を初レコーディングした。 この最初のバージョンは1979年に「You Don't Own Me」のB面としてVertigo recordsで発売された。1981年に、ジェットは今度は自身のバンド、ザ・ブラックハーツと一緒にこの曲を再レコーディングした。こちらの再録バージョンは7週にわたって米国Billboard Hot 100で第1位のシングルとなった。この曲はビルボード1982年のホットシングル100の第3位にランクインした。このシングルはアメリカのアメリカレコード協会によってプラチナ認定を受け、ジェットの「アイ・ラヴ・ロックン・ロール」はBillboard 200の第2位にまでなった。2016年に、ジェット版はグラミーの殿堂入りを果たした。

### ミュージックビデオ
白黒の「アイ・ラヴ・ロックン・ロール」ミュージックビデオは、駆け出しのMTVネットワークで大活躍した。 それはジェット&ザ・ブラックハーツが場末のバーに現れてその曲を演奏し、そのコーラスを叫ぶことで酔っ払った群衆を興奮させるという内容を演じたものである。1981年にヒットしたジェットの曲「バッド・レピュテーション」のごく一部を、このビデオ冒頭で聞くことができる。ビデオはもともとカラーだったが、ジェットが自分の赤い革のジャンプスーツの色を気に入らなかったたため、白黒に変換された。
1993年、ジョーン・ジェット&ザ・ブラックハーツは『ウェインズ・ワールド2』のサウンドトラックの一部として、この曲のために別のミュージックビデオを制作した。そのビデオは、マイク・マイヤーズとダナ・カーヴィの映画シーンに、ニューヨーク市のアーヴィング・プラザで撮影された模擬コンサートにおけるジェットおよびバンドの映像が混在する形で構成されている。その曲は「Activity Grrrl」のB面として、ワーナー・リプリーズにより再びシングルとしてリリースされた。

### 評価
ジェット版は、以下を含む多くのランキングに掲載された。
- Q (雑誌)2005年3月号の「100グレイテスト・ギター・トラックス・エバー」の85位[16]
- ローリング・ストーン誌における「オールタイム・グレイテスト・ソング500」の491位[17]
- ビルボード誌における「グレイテスト・ソングス・オブ・オールタイム」の56位[18]

### チャート順位
| 各国チャート (1982)                             | 最高 順位 |
| ----------------------------------------------- | --------- |
| オーストラリア (ケント・ミュージック・レポート) | 1         |
| オーストリア (Ö3 Austria Top 40)                | 4         |
| ベルギー (Ultratop 50 Flanders)                 | 2         |
| カナダ RPM (カナダの音楽雑誌)                   | 1         |
| フランス (SNEP)                                 | 4         |
| ドイツ (GfK Entertainment charts)               | 6         |
| アイルランド (IRMA)                             | 2         |
| イタリア (FIMI)                                 | 42        |
| オランダ (Dutch Top 40)                         | 1         |
| オランダ (Single Top 100)                       | 1         |
| ニュージーランド (Recorded Music NZ)            | 1         |
| 南アフリカ (Springbok)                          | 1         |
| スウェーデン (Sverigetopplistan)                | 1         |
| スイス (Schweizer Hitparade)                    | 3         |
| UK シングルス (OCC)                             | 4         |
| US Billboard Hot 100                            | 1         |
| US Dance Club Songs (Billboard)                 | 31        |
| US Mainstream Rock (Billboard)                  | 1         |
| USCash Box Top 100                              | 1         |

| チャート (2015)                     | 最高 順位 |
| ----------------------------------- | --------- |
| ポーランド (Polish Airplay Top 100) | 81        |

| チャート (1982)       | 順位 |
| --------------------- | ---- |
| オーストラリア        | 7    |
| カナダ                | 1    |
| オランダ              | 25   |
| ニュージーランド      | 7    |
| 南アフリカ            | 7    |
| イギリス              | 59   |
| 米国Billboard Hot 100 | 3    |
| 米国Cash Box          | 5    |

## ブリトニー・スピアーズ版

### 背景、リリース、構成
「アイ・ラヴ・ロックン・ロール」はポップ歌手ブリトニー・スピアーズによるアルバム『ブリトニー』からの4枚目の欧州シングルで、2002年5月27日にリリースされた。この曲は彼女主演の2002年の映画『ノット・ア・ガール（原題:Crossroads）』で使われ、そこでスピアーズ演じるルーシーがカラオケバーで披露した。スピアーズはこの曲について「映画『ノット・ア・ガール』ではカラオケを歌うよう彼らは頼んできて、私はこれまでも多くのクラブで実際に「アイ・ラヴ・ロックン・ロール」を歌っていました」と語った。
スピアーズはアローズの原曲が自分のお気に入りの1つだと公言している。ジャイヴ・レコードA&Rの代表スティーヴ・ラントによると、彼女はこの曲をレコーディングする直前にアローズのオリジナル版を聴いていた。このスピアーズ版で行われたスクラッチは、ザ・ヒット・ファクトリー・マイアミのCorey Chaseによって実演されたものである。シングル発売を宣伝する際、スピアーズは誤ってこの曲のヒットがジョーン・ジェットではなくパット・ベネターによるものとした。

### リリース後の評判

#### 批評
スピアーズのカバーは大半が好意的なレビューで受け入れられた。NME誌のテッド・ケスラーは、ブリトニーが「ポップチーズとダンスの素敵なサンドイッチを作るのに最高の働きをしている。ジョーン・ジェットの「アイ・ラヴ・ロックン・ロール」をロドニー・ジャーキンスがプロデュースした一流品で、その看板に偽りなしである」 と書いた。
ローリング・ストーン誌のバリー・ウォルターは「プロデューサーのロドニー・ジャーキンスによるジョーン・ジェットの「アイ・ラヴ・ロックン・ロール」のヒップホップな冒涜は今のところ進んでいない（将来はリンプ・ビズキットのリミックスになるのか？）けれど、それは確かに彼女の以前のスタジオ構成家がソニー&シェール（『ベイビー・ワン・モア・タイム』収録の「The Beat Goes On」）やローリング・ストーンズ（『ウップス!...アイ・ディド・イット・アゲイン』収録の「サティスファクション」）の楽曲に対して行なったことを確かに上回っている」 と書いた。
また別の好意的な評判は『PopMatters』誌の編集者Nikki Tranterで、彼はこの曲が「ありふれたポップス提供の平均値とはかけ離れている」ことを楽しめるとして、「彼女は自分の歌声で即興したり何かを装うことでその曲に奇妙な正当性をつけていて、それは馬鹿げていて大袈裟だけど、実際には聞いていて楽しい」と賞賛した。
対照的に、デヴィッド・ブラウンはエンターテインメント・ウィークリー誌に対して「彼女のリメイクは想像力に富むものではなく（単にジョーン・ジェットのアレンジを複写しているだけ）、全てを信じられるものではない」と書いている。 

#### 商業的
「アイ・ラヴ・ロックン・ロール」はリリース時にそこそこチャートに入り、大半の地域でトップ20に達した。イギリスではこの曲が若干の成功を収め、最高順位が13位になった（これは2009年に「Radar」が46位になるまで、スピアーズのシングルとしては最低記録でもあった）。同シングルは英国で合計65000枚を売り上げた。また、オーストラリアでゴールド認定を受けた。

### ミュージックビデオ
クリス・アップルバウム監督による「アイ・ラヴ・ロックン・ロール」のミュージックビデオには、スピアーズと彼女自身のバンド、積み上げられたスピーカー、点滅するライトが映し出される。ビデオは白黒で始まり、白黒からカラーへ、カラーから白黒へと全編を通じて何度も切り替わる。それはロングビーチ (ニューヨーク州)にあるバーThe Innで撮影された。このビデオは、MTVラテンアメリカ のカウントダウン中に放送された2002年のベストビデオ100の第2位にランクされた。以前は見られなかったシーンを含む、このビデオの「ディレクターズ・カット」版が後に漏洩した。 

### ライブパフォーマンス
この曲はスピアーズのDream Within a Dreamツアー(2001-02)中にライブ演奏された。2016年、彼女のラスベガス定期公演Britney:Piece of Me(2016-17)で刷新されたセットリストにそれが追加され、スピアーズがこの歌を披露したのは14年ぶりのこととなった。 ビルボード・ミュージック・アワード2016では、メドレーの一部としてこの歌が演奏された。

### トラックリスト
| - 欧州 2tracks CDシングル 1. "I Love Rock 'n' Roll" (Album Version)―3:06 2. "Overprotected" (Darkchild Remix)―3:18 - 欧州/オーストラリア CDシングル 1. "I Love Rock 'n' Roll" (Album Version)―3:08 2. "I Love Rock 'n' Roll" (Karaoke Version)―3:06 3. "Overprotected" (Darkchild Remix)―3:20 4. "I'm Not a Girl, Not Yet a Woman" (Metro Remix)―5:26 - ドイツ 2tracks CDシングル 1. "I Love Rock 'n' Roll" (Album Version)―3:07 2. "I Love Rock 'n' Roll" (Karaoke Version)―3:05 - ドイツ CDシングル 1. "I Love Rock 'n' Roll" (Album Version)―3:07 2. "I Love Rock 'n' Roll" (Karaoke Version)―3:05 3. "Overprotected" (Riprock 'N Alex G Remix)―3:25 4. "I'm Not a Girl, Not Yet a Woman" (Metro Remix)―5:24 | - 日本 CDマキシシングル 1. "I Love Rock 'n' Roll" (Album Version)―3:06 2. "I Love Rock 'n' Roll" (Karaoke Version)―3:04 3. "Overprotected" (Darkchild Remix)―3:20 4. "I'm Not a Girl, Not Yet a Woman" (Metro Remix)―5:25 5. "I'm a Slave 4 U" (Thunderpuss Radio Mix)―3:18 6. "I'm a Slave 4 U" (Miguel Migs Petalpusher Vocal)―5:30 7. "I'm Not a Girl, Not Yet a Woman" (Spanish Fly Dub Mix)―5:55 - イギリス CDマキシシングル 1. "I Love Rock 'n' Roll" (Album Version)―3:06 2. "I Love Rock 'n' Roll" (Karaoke Version)―3:04 3. "Overprotected (Darkchild Remix Radio Edit)"―3:06 4. "I Love Rock 'n' Roll" (Video)―3:06 - カセットシングル 1. "I Love Rock 'n' Roll" (Album Version)―3:06 2. "I Love Rock 'n' Roll" (Karaoke Version)―3:04 3. "Overprotected" (Darkchild Remix Radio Edit)―3:06 - デジタルダウンロード(Digital 45) 1. "I Love Rock 'n' Roll"―3:07 2. "I'm Not a Girl, Not Yet a Woman" (Metro Remix Radio Edit)―3:29 |

### チャートと認定
| チャート(2002)                           | 最高 順位 |
| ---------------------------------------- | --------- |
| オーストラリア (ARIA)                    | 13        |
| オーストリア (Ö3 Austria Top 40)         | 9         |
| ベルギー (Ultratop 50 Flanders)          | 15        |
| ベルギー (Ultratop 50 Wallonia)          | 27        |
| カナダ(Nielsen SoundScan)                | 32        |
| フィンランド (Suomen virallinen lista)   | 19        |
| ドイツ (GfK Entertainment charts)        | 7         |
| ハンガリー(Hungarian Singles Chart       | 6         |
| アイルランド (IRMA)                      | 8         |
| イタリア (FIMI)                          | 20        |
| 日本 (オリコン)                          | 26        |
| オランダ (Dutch Top 40)                  | 17        |
| オランダ (Single Top 100)                | 18        |
| ポルトガル(AFP)                          | 4         |
| ルーマニア(Romanian Top 100)             | 42        |
| スコットランド (Official Charts Company) | 7         |
| スウェーデン (Sverigetopplistan)         | 15        |
| スイス (Schweizer Hitparade)             | 15        |
| UK シングルス (OCC)                      | 13        |
| UK インディ (OCC)                        | 2         |

| チャート(2002)                       | 順位 |
| ------------------------------------ | ---- |
| オーストラリアのシングルチャート     | 68   |
| ベルギーのシングルチャート(Flanders) | 76   |
| ドイツのシングルチャート             | 96   |
| スウェーデンのシングルチャート       | 85   |
| スイスのシングルチャート             | 81   |

#### 認定
| 国/地域                    | 認定 | 認定/売上数 |
| -------------------------- | ---- | ----------- |
| オーストラリア (ARIA)      | Gold | 35,000^     |
| ^ 認定のみに基づく出荷枚数 |      |             |

### リリース歴
| 国       | 日付          | 規格           | レーベル |
| -------- | ------------- | -------------- | -------- |
| ドイツ   | 2002年5月27日 | マキシシングル | JIVE     |
| 日本     | 2002年6月19日 | マキシシングル | Sony     |
| イギリス | 2002年7月1日  | マキシシングル | JIVE     |

## その他のカバー
「アイ・ラヴ・ロックンロール」は、以下のアーティストによってカバーされたり、サンプリングが使われている。
- アレックス・ガウディーノとジェイソン・ルーニーによるカバー曲が2008年にリリースされた。
- タイニー・ティムの1980年のアルバム『Chameleon』でカバーした。
- GRAND SLAMは1989年にGOLDEN BAT名義でリリースしたミニアルバム『GRAND SLAM』にて「Rocklaw living Arab」というタイトルでカバーしている。
- L'Arc〜en〜Cielは、2010年に配信限定シングルとしてカバー曲を配信し、日本ではペプシのCM曲になった。
- イ・ダヘは、2007年に韓国語と英語の両方のシングルを出している。
- アル・ヤンコビックは、この曲を「I Love Rocky Road」という替え歌にした。
- Forever Young（という洋楽アーティスト）によるカバー曲は、2003年にフランスチャートで23位になった[81]。
- ビデオゲーム『Just Dance 2017』用の楽曲「Fast Forward Highway」は、この曲のカバーである。
- Lipsasetは、2014年に「Aina rock'n'roll」と呼ばれるフィンランド語版をリリースした。
- Superflyは、2015年のシングル「黒い雫 & Coupling Songs: 'Side B'」のカップリング曲にこの曲のカバーを収録した。このカバーでは、作曲者のメリル自身がギターを演奏している[82][83]。
- 松岡英明は、1989年のアルバム『KISS KISS』でこの曲をカバーしている。
- 5iveは、「Everybody Get Up」でこの曲のサンプリングを使用した。
- レブ・ランは、彼のソロアルバム『Distortion』収録の「Mind on the Road」でこの曲のサンプリングを使用した。
- エミネムは、9番目のスタジオアルバム『Revival』収録の「Remind Me」に、楽器演奏だけ（インストゥルメンタル）のサンプリングを使用した。
- Dragon Ashは、1999年のシングル「I LOVE HIP HOP」でこの曲のサンプリングを使用した。